# Xian de Daguan
Pour les articles homonymes, voir Daguan.
Le xian de Daguan (大关县 ; pinyin : Dàguān Xiàn) est un district administratif de la province du Yunnan en Chine. Il est placé sous la juridiction de la ville-préfecture de Zhaotong.

## Démographie
La population du district était de 240 602 habitants en 1999.